# ECOPORT
ECOPORT, Ecoports (ou EcoPorts) est un label accordé à des ports européens adhérant volontairement à de « bonnes pratiques » en matière de développement durable, dans le cadre d'un projet datant de 1999, soutenu par l'« EcoPorts Foundation » (EPF) qui est un réseau associant des acteurs volontaires qui sont « parties prenantes » de la gestion portuaire, et voulant partager leurs expériences en matière d'environnement. À ne pas confondre avec le label français de « port exemplaire », délivré par le ministère de l'environnement.

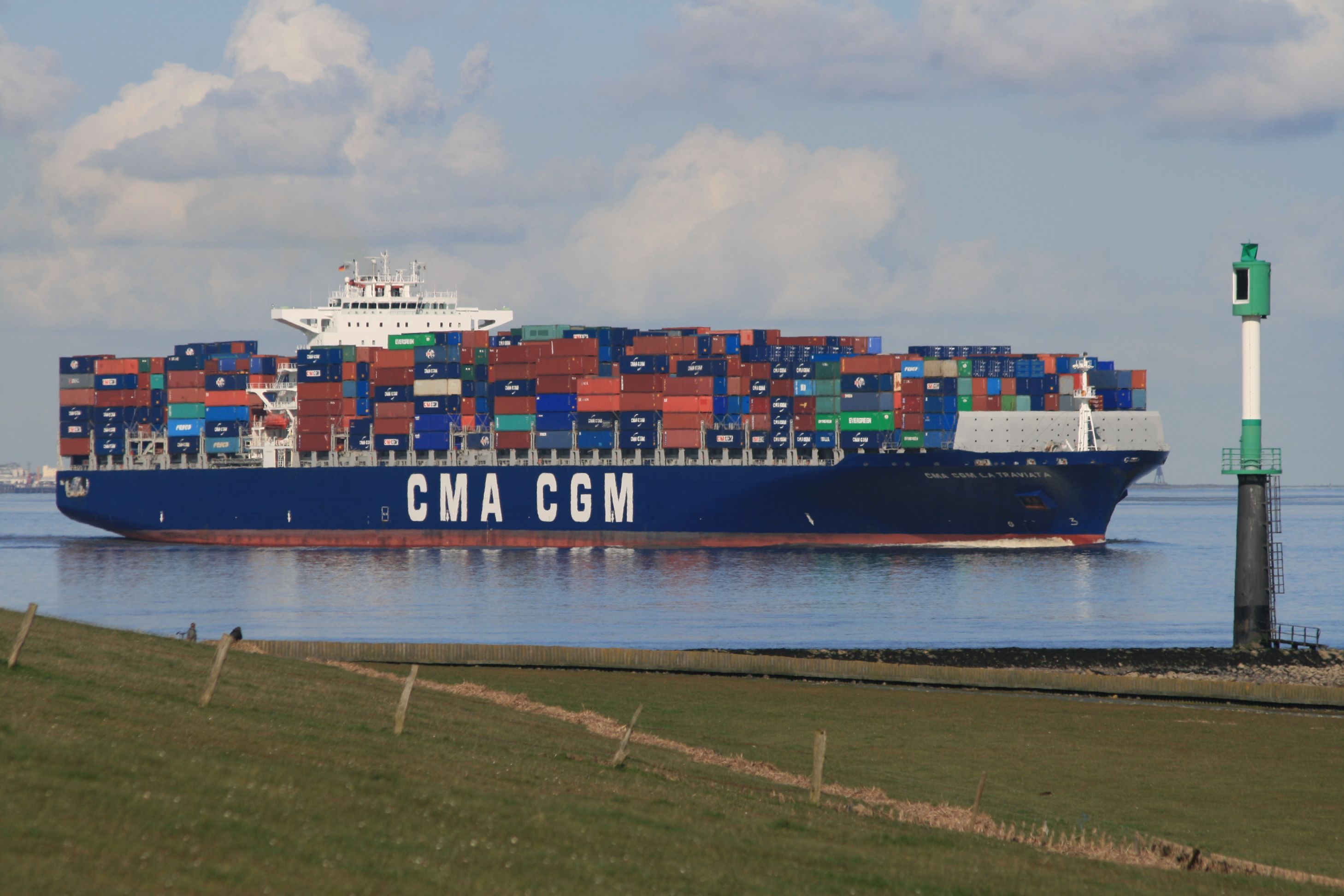
Les nouveaux enjeux environnementaux et de sécurité liés au trafic maritime croissant et aux navires géants sont un des défis que les EcoPorts doivent relever.

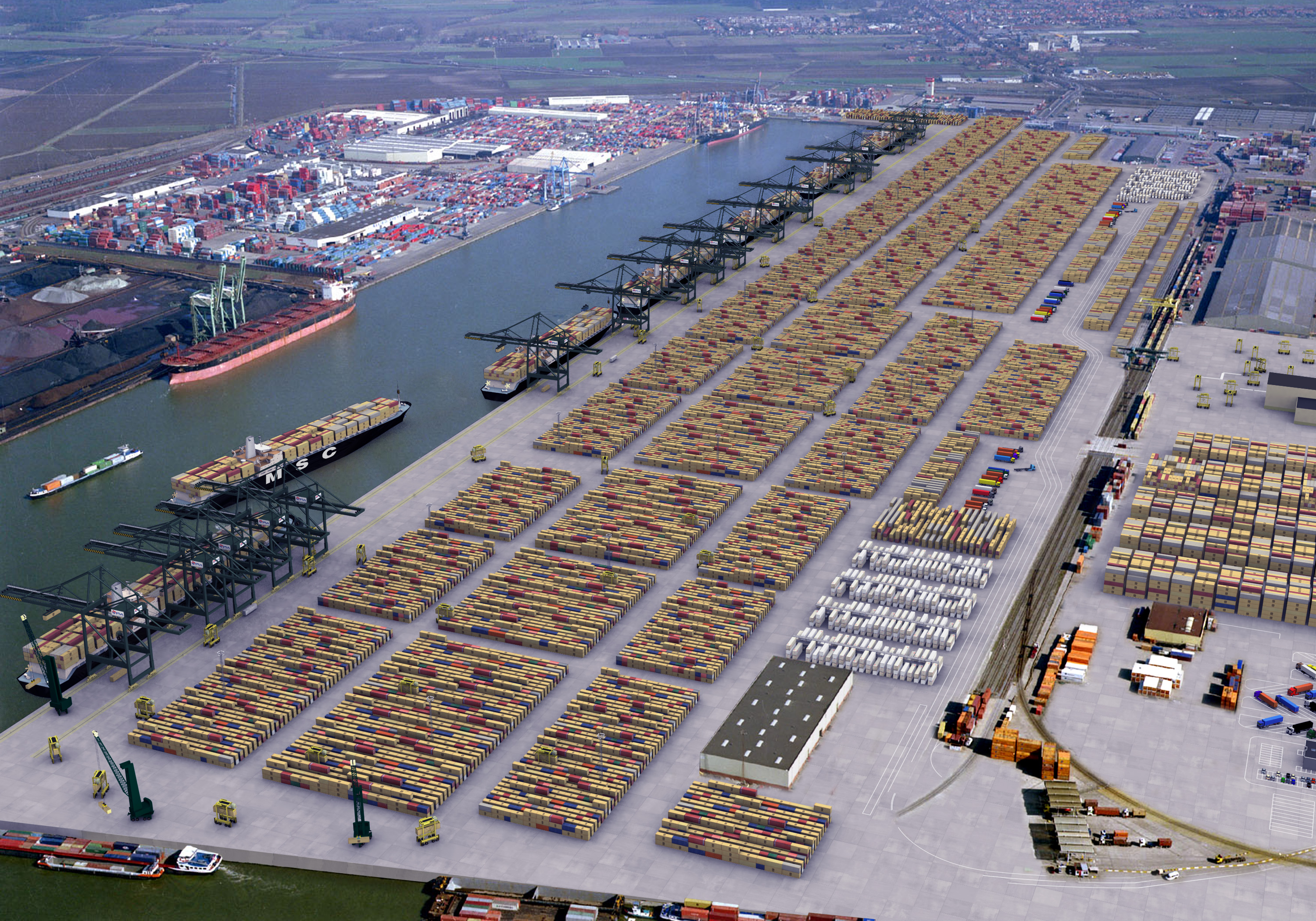
Un trafic portuaire croissant génère aussi des transports amont et aval dont les impacts doivent être maîtrisés.

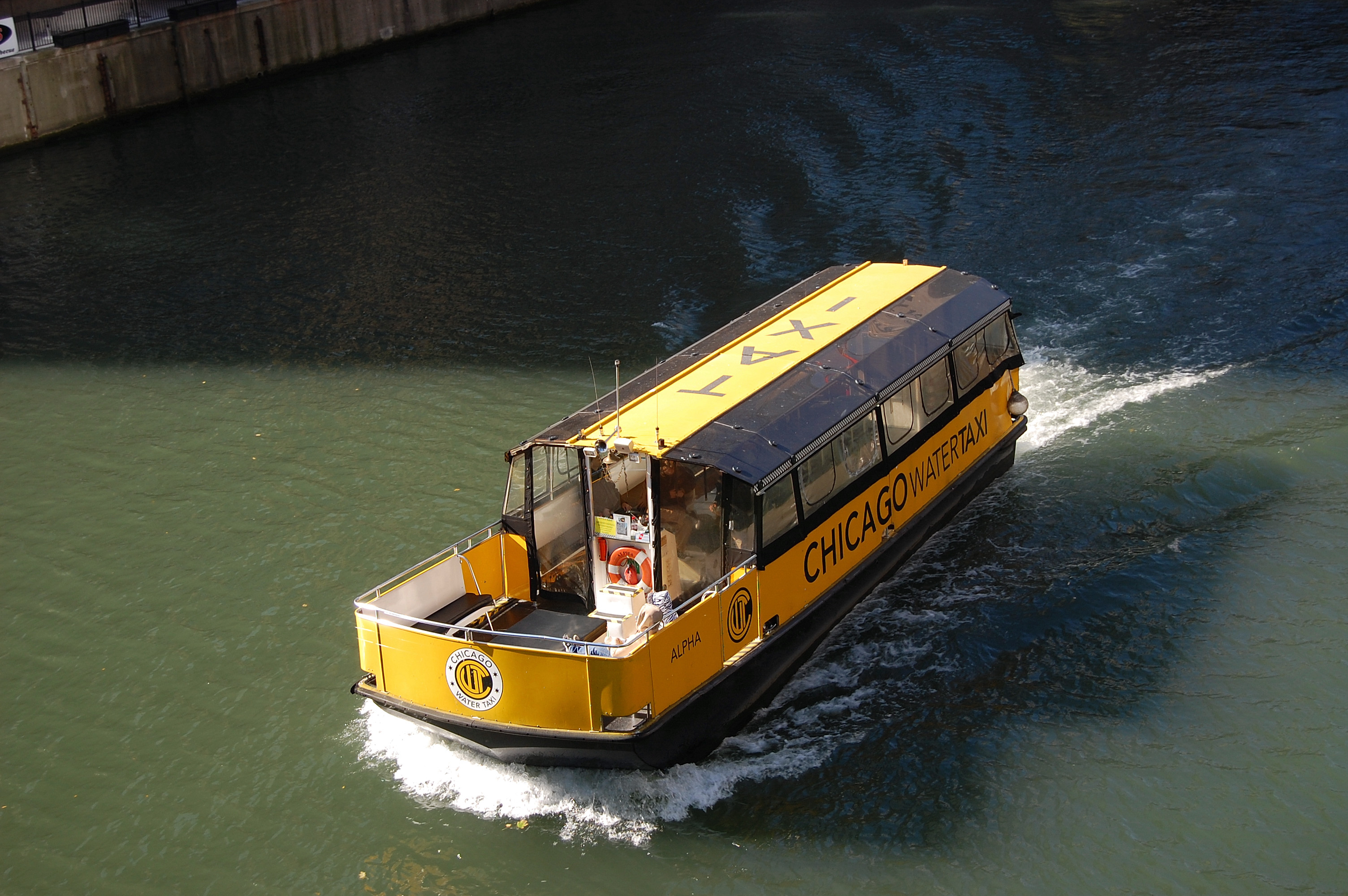
Une priorité des projets EcoPort est de diminuer les impacts négatifs des transports. L'une des recommandations est d'utiliser la voie d'eau pour les déplacements qui le justifient (comme ici à Chicago, avec ce bateau-taxi).

Ce réseau créé par des ports maritimes, s'est ouvert aux ports intérieurs, « ports secs », industries portuaires, autorités environnementales ayant des responsabilités dans les aires portuaires, universités volontaires pour adhérer.
EcoPorts focalise ses efforts sur le travail de terrain, alors que l'European Sea Ports Organisation (ESPO), qui soutient EcoPorts, se concentre sur le lobbying vers les décideurs.
Dans un autre domaine, « ecoport » est le nom d'une base de données environnementales.

## Principes et objectifs généraux
Les ports contribuent ou peuvent contribuer à un développement plus durable en favorisant des transports moins polluants que la route ou l'avion, cependant, ces transports et l'économie portuaire tels qu'ils existent génèrent néanmoins également des impacts environnementaux importants, qui pourraient être réduits par de bonnes pratiques. La perception des ports et de leur environnement urbain par le public ne s'est pas améliorée en Europe, et le public considère que les autorités portuaires ont une responsabilité environnementale. 

Selon l'ESPO, les ports commencent à accepter leur rôle sociétal et ils ont intérêt à mettre eux-mêmes en œuvre une autorégulation au lieu d'attendre qu'un durcissement des lois le leur impose. 
il s'agit donc, pour Ecoport, selon l'ESPO, de :
- essayer d'éliminer l'environnement comme facteur de compétitivité entre les ports ;
- créer des règles du jeu équitables dans les enjeux portuaires liées à soutenabilité de la gestion ;
- échanger des informations sur les solutions efficaces et respectueuses de l'environnement ;
- travailler ensemble dans des projets collaboratifs environnementaux.

Une démarche proactive, permet aux autorités portuaires, selon l'ESPO, de : 
- anticiper et se préparer à une nouvelle législation plus soucieuse de protéger l'environnement (et peut-être les équilibres sociaux) ;
- développer leur propre cadre juridique, fondé sur de « bonnes pratiques » testées dans les ports par les ports, plutôt que mises au point par défaut à Bruxelles ;
- choisir et optimiser les solutions les plus rentables ;
- mieux évaluer les performances environnementales des ports (forces/faiblesses) ;
- améliorer les relations avec les parties prenantes proches (citoyens, monde de la pêche, de l'agriculture, etc.) ;
- améliorer les relations avec les autorités compétentes.

Une partie de ces efforts sont soutenus par l'Europe qui depuis 1998 soutient les échanges sur deux thèmes principaux ; un management plus vert des ports et un effort sur la chaîne logistique. 

### Management environnementalportuaire
Il passe par une intégration transversale de l'environnement plus en amont, dans la conception et gestion des ports, incluant une approche de type HQE, une possible intégration ou restauration de la biodiversité via par exemple une trame verte et bleue. 
Une gestion plus rationnelle et sobre de l'énergie est aussi à mettre en place, de même qu'un système de recyclage des déchets. 
La généralisation de l'écologie industrielle, une meilleure gestion des sédiments pollués, une diminution des nuisances et pollutions (dont pollution lumineuse) et émissions de gaz à effet de serre, sont d'autres pistes, qui nécessitent la coopération des acteurs industriels et des transports…
Dans le cadre d'Ecoport, le port d'Oslo a par exemple fait une priorité de la remédiation des sédiments dont 5 à 10 % du volume sont de la matière organique, des PCBs, composés du Tributylétain, hydrocarbures aromatiques polycycliques, mercure, plomb et cadmium, sur 0,1 à 4,5 m d'épaisseur (650 000 m3 doivent être pompés rien que dans le port). Ces sédiments doivent être exportés dans une zone profonde, laquelle sera recouverte de matériaux propres pour reconstituer un fond marin normal.

Une meilleure gestion des eaux de ballast, facteur de dispersion d'espèces invasives est un autre exemple de cible possible.
De son côté l'Europe a encouragé en 2011 l'intégration de la biodiversité dans les ports.

### Chaîne logistiqueplus durable
Ecoport encourage des « transports durables » en amont et aval des ports. La marine doit devenir moins polluante et les transports plus multimodaux). 
Dans le cadre de la démarche ECOPORT, les anglosaxons parlent de « Green logistics » (logistique verte), ou « Sustainable Logistics » (logistique soutenable) ; par exemple via une motorisation plus propre et énergétiquement plus sobre, en ralentissant la vitesse des bateaux, etc.

## Méthode, outils
EcoPorts promeut une démarche en quatre étapes :
1. Identifier les 10 priorités environnementales de l'aire portuaire (phase d'auto-diagnostic, sur la base d'une liste de vérification) ;
2. Développer et échanger savoir et savoir-faire pour améliorer l'environnement de l'aire portuaire (EcoPort propose des outils de coopération, incluant une base de données de bonnes pratiques, des projets collaboratifs de R&D, des conférences et formations, etc.) ;
3. Monitorer les progrès de la qualité environnementale de l'aire portuaire (EcoPorts propose une évaluation comparative européenne, et un outil dit « EPI » qui est un set d'indicateurs de performance environnementale, qui permet la comparaison avec d'autres ports européens) ;
4. Dire ce que l'on fait et faire ce que l'on dit, en démontrant les compétences environnementales de base développées par l'organisation portuaire. (certificat PERS, et guide de mise en œuvre d'un système de management environnemental (« SME »).

## Les participants
Pour l'instant, seule une trentaine de grands port a adhéré à la démarche, dont ceux d'Amsterdam, Anvers, Barcelone, la British Ports Association, Gênes, Göteborg, Rotterdam, Gdansk, Hambourg, Valence ou encore, le Havre, Calais en France, etc. Mais de « petits » ports pourraient suivre.
Des certificats PERS (Port Environmental Review System) peuvent être décernés dans le cadre de cette démarche.
Des guides et appuis sont fournis, dont par l'ESPO (« European Sea Ports Organisation ») qui a par ailleurs rédigé un code de bonnes pratiques (en 2 tomes), un document dit « ESPO Environmental Survey - 2004 » et un Code de bonne pratique pour l'application des Directives Oiseaux et Habitats.

## Thèmes de travail
Les thèmes les plus préoccupants pour les autorités portuaires des grands ports, mis en évidence par l'ESPO lors de deux enquêtes (1996, 2004) sont : le développement portuaire, les déchets portuaires, la qualité de l'air, de l'eau et des sols, le dragage et la gestion des sédiments, des boues de dragage et de leur clapage en mer, les poussières, le bruit, les sites pollués, la gestion des transports de matières dangereuses et des effluents pollués, la gestion du volume de trafic, la perte d'habitats naturels, le déchargement des navires.

## Guide de bonnes pratiques environnementales
Ecoport s'appuie notamment sur un guide réalisé par l'ESPO (en anglais), en deux parties : 
- partie A : Elle évoque les cibles d'amélioration environnementale qui sont un enjeu retenu par les ports. Cette partie est présentée comme les « 10 Commandements environnementaux » que les ports européens devraient appliquer ;

- partie B : C'est un outil pratique d'aide et conseil aux gestionnaires de ports, basé sur un recueil des pratiques environnementales recommandées.

Une première section aborde de problème selon trois approches :
1. La zone portuaire (terrestre, maritime) ;
2. L'interface navire – port ;
3. La Zone maritime.

Une seconde section est consacrée aux ports et au management environnemental ; avec deux outils :
1. Audit par Auto-diagnostic (Self Diagnostic Method - SDM) s'appuyant sur l'approche SWOT ;
2. Système d'examen des questions environnementales pour les ports (Port Environmental Review System – PERS). Le PERS est un système inspiré de la démarche ISO 14001. Il aide les ports à développer leur système de management environnemental et à produire un rapport environnemental périodique. Celui-ci fournit aux autorités, et au public ou à toute personne intéressée des informations sur la prise en compte de l'environnement par la gestion portuaire. L'outil comprend une liste de vérification, un guide d'application, et une certification indépendante de vérification (par Lloyd's Register, de Rotterdam). Une fois certifié, le port est autorisé à afficher le l'« éco-logo » PERS sur ses documents de communication. Selon l'ESPO, début 2008, une trentaine de ports étaient déjà certifiés selon cette méthode.

Des documents guident les autorités portuaires sur les sous-thèmes suivants :
- développement portuaire ;
- dragages, curages, stockages ;
- sols contaminés ;
- gestion du bruit ;
- gestion des déchets portuaires ;
- qualité de l'eau et management ;
- qualité de l'air et management ;
- surveillance et reporting ;
- préparation aux contingences (gestion de crise) ;
- interface Navires-ports ;
- gestion des déchets des navires ;
- manipulation des cargaisons ;
- cargaisons dangereuses.

Plus récemment, à la suite de lacunes ou problèmes dans l'application des directives Oiseaux et Natura 2000 (qui n'étaient pas abordés dans les précédents Code de pratiques environnementales de l'ESPO), celui-ci a commencé à produire des recommandations, fondées sur les bonnes pratiques existantes (New Delta, Paralia Nature, GEODE, SEDNET) ; pour les différentes phases d'application de la directive lorsque les autorités portuaires s'y trouvent confrontées. Ces guides doivent aider les autorités portuaires à mieux communiquer et dialoguer avec les ONG et les parties prenantes, et à inciter les autorités européennes à répondre à d'éventuels problèmes mal résolus, pour éviter des retards et des coûts supplémentaires pour le commerce et l'industrie portuaire.
L'ESPO a annoncé en 2008 envisager un guide spécifique pour les estuaires.

## Coopération entre port et ville
Un effort de restauration d'une bonne interface entre ville et port est dans ce cadre encouragée, avec 26 recommandations issues du projet « Plan the City with the Port », regroupées dans un guide de bonnes pratiques, d'après les échanges ayant associé les ports et villes suivantes : Le Havre (France), Amsterdam et Delfzijl (Pays-Bas) Bremerhaven (Allemagne), Gdansk (Pologne), Riga (Lettonie), et l'ONG International Association Cities and Ports (IACP).

## Contexte, prospective
La nouvelle stratégie marine de l'Europe (cf. notamment Directive-cadre Stratégie pour le milieu marin) comme en France les propositions du Grenelle de la mer, invitent à inventer le port de demain, plus écologique et intégré dans une dynamique de gestion intégrée des zones côtières (GIZC) :
« (…) Le développement économique de ports « nouvelle génération » nous invite à nous projeter et à véritablement repenser les modalités du développement durable notamment sur les points suivants :
- les entrepôts doivent devenir des « entrepôts verts », qui respectent des contraintes en termes d’insertion architecturale et paysagère, de récupération des eaux pluviales et de ruissellement, d’autosuffisance énergétique et de recyclage de ses propres déchets ;
- les industries doivent respecter des contraintes en termes d’enjeux carbone et écologiques (…)[13]. »

En termes de transition écologique et énergétique et de nouveaux défis, les ports et villes portuaires doivent notamment s'adapter au risques liés à la l'élévation du niveau de la mer, diminuer l'empreinte écologique de leurs réseaux électriques et numériques qui prend une importante croissante pour la gestion des flux et de la sécurité notamment ; on parle aussi de réseau électrique intelligent (smart grid), de motorisation électrique et au gaz,, voire de bateau zéro carbone.